# Calixt II.

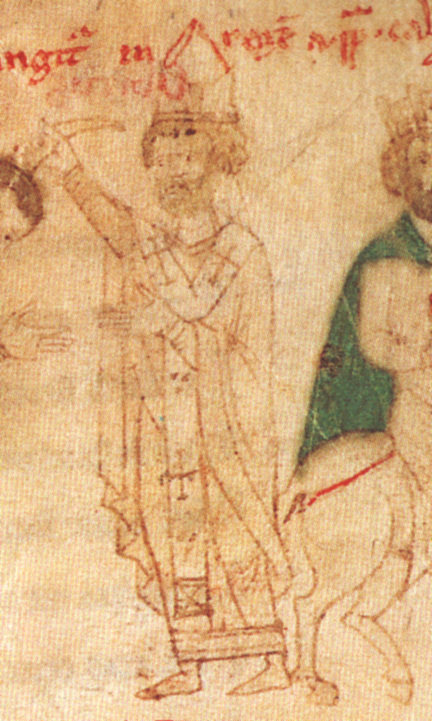
Calixt II., Abbildung aus dem Liber ad honorem Augusti des Petrus de Ebulo, 1196

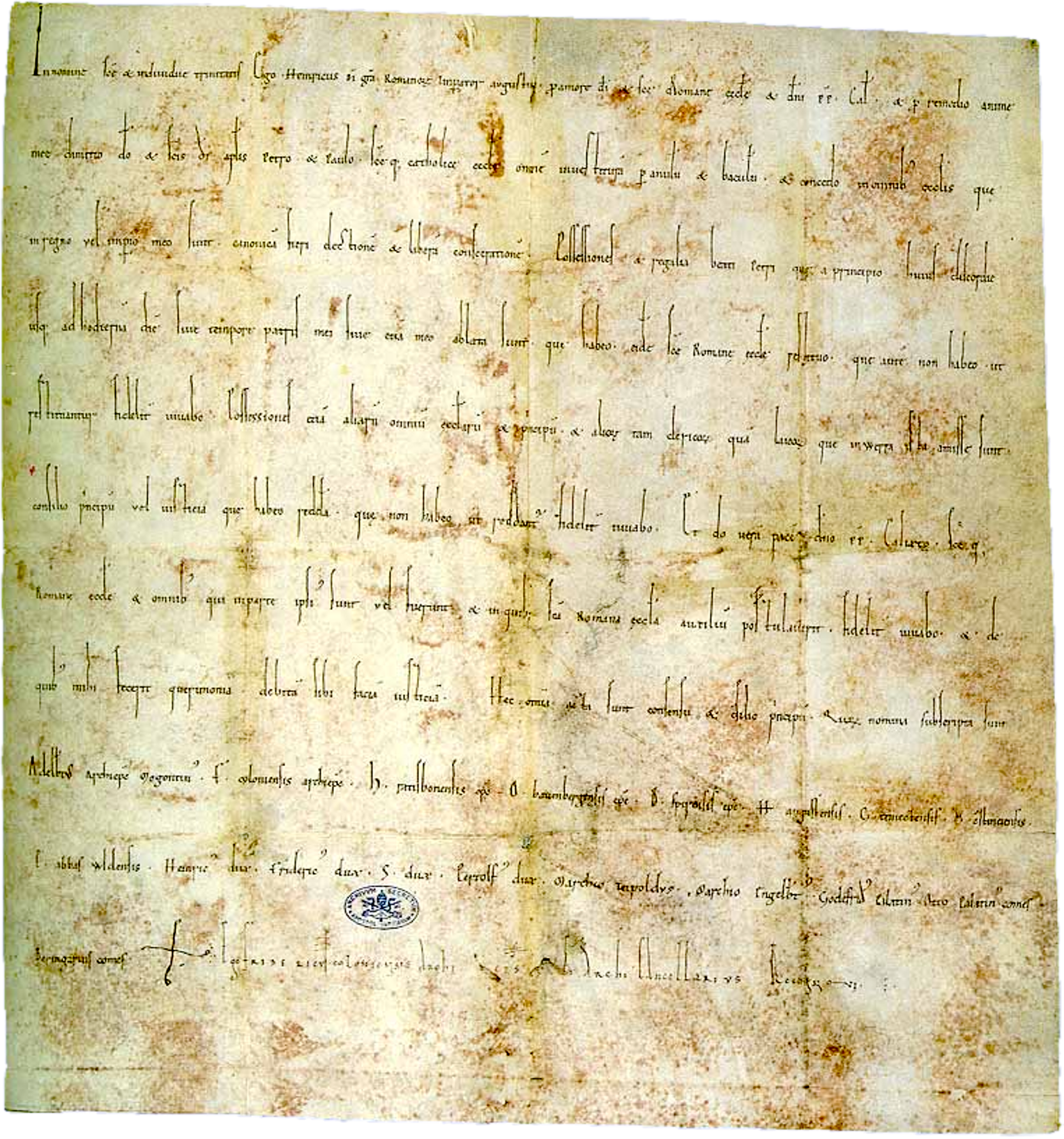
Das Wormser Konkordat (von Kaiser Heinrich V. ausgefertigte Fassung)

Calixt II. (lat. Calixtus oder Callistus II), ursprünglich Guido von Burgund oder Guido von Vienne (* um 1060 in Quingey; † 13. Dezember 1124 in Rom), war ab 1119 Papst.

## Leben
Er war ein jüngerer Sohn des Grafen Wilhelm I. von Burgund. Wie sein Bruder Hugo († 13. November 1101), der 1086 Erzbischof von Besançon wurde, schlug er eine geistliche Laufbahn ein und wurde 1088 Erzbischof von Vienne, dessen Territorium zum Heiligen Römischen Reich gehörte. Für die weltliche Herrschaft über die Ländereien seines Erzbistums war er insofern Lehnsmann des römisch-deutschen Kaisers Heinrich V.
Nach dem Tod von Papst Gelasius II. wurde er am 2. Februar 1119 zum Papst gewählt und nahm den Namen Calixt II. an. Im April 1121 gelang es ihm, den Gegenpapst Gregor VIII. in Sutri zu verhaften, abzusetzen und einkerkern zu lassen.
Am 23. September 1122 legte er auch den Investiturstreit mit Kaiser Heinrich V. durch das Wormser Konkordat bei. Der Kaiser akzeptierte den Anspruch der Kirche auf das Recht, Bischöfe und Äbte selbst auszuwählen und zu ernennen (sog. Investitur). Im Gegenzug akzeptierte der Papst, dass die Wahl der deutschen Bischöfe und Äbte in Anwesenheit kaiserlicher Abgeordneter zu verhandeln sei, und dass der Gewählte seine weltlichen Hoheitsrechte erst durch anschließende Belehnung vom Kaiser erhalten solle.
Bei dem von Papst Calixt II. einberufenen Ersten Laterankonzil im Frühjahr 1123 wurden zum ersten Mal alle Klerikerehen für ungültig erklärt. Canon 7 des Konzils verbietet Priestern, Diakonen und Subdiakonen, mit Frauen zusammenzuleben, außer es handelt sich dabei um enge Verwandte, die keinen Anlass zum Verdacht auf unerlaubte Lebensweise geben.
1120 sprach er David von Menevia und 1123 Konrad von Konstanz heilig. Er starb 1124 in Rom und wurde in der Lateranbasilika beigesetzt.